# Asura sexpuncta
Asura sexpuncta là một loài bướm đêm thuộc phân họ Arctiinae, họ Erebidae.